# Adolf Holtzmann
Adolf Holtzmann (Karlsruhe, 2 maggio 1810 – Heidelberg, 3 luglio 1870) è stato un filologo e germanista tedesco.
Il suo nome è associato ad una legge fonetica del proto-germanico conosciuta come legge di Holtzmann.

## Biografia
Studiò teologia presso le università di Halle e Berlino, dove era uno studente di Friedrich Schleiermacher. Ha poi studiato filologia presso l'Università di Monaco, sotto l'influenza di Johann Andreas Schmeller. Holtzmann frequentò alcuni corsi di formazione a Parigi, sotto il prof. Eugène Burnouf e, a partire dal 1837, trascorse diversi anni a lavorare come tutore per la nobiltà di Baden. Dal 1852 diventò professore di letteratura tedesca e di lingua sanscrita presso l'Università di Heidelberg.
La figlia di Holtzmann, Luise, sposò Albrecht Kossel, biochimico tedesco Premio Nobel per la medicina nel 1910.

## Opere principali
- Über den griechischen Ursprung des indischen Tierkreises, 1841.
- Über den Umlaut : zwei Abhandlungen, 1843.
- Über den Ablaut, 1844.
- Beiträge zur Erklärung der persischen Keilinschriften, 1845.
- Indische sagen, (2 volumi) 1846.
- Untersuchungen über das Nibelungenlied, 1854.
- Kelten und Germanen. Eine historische Untersuchung, 1855.
- Der grosse Wolfdieterich, 1865.
- Altdeutsche Grammatik, umfassend die gotische, altnordische, altsächsische Sprache, 1870-75 (con Alfred Holder).
- Germanische alterthümer. Mit text, übersetzung und erklärung von Tacitus Germania, 1873.
- Deutsche Mythologie, 1874 (con Alfred Holder).[3]